# 21481 Johnwarren
21481 Johnwarren è un asteroide della fascia principale. Scoperto nel 1998, presenta un'orbita caratterizzata da un semiasse maggiore pari a 2,3626444 UA e da un'eccentricità di 0,0627572, inclinata di 6,27425° rispetto all'eclittica.